# آفتاب‌پرست البرزی
آفتاب‌پرست البرزی (نام علمی: Heliotropium dissitiflorum) نام یک گونه از سردهٔ آفتاب‌پرست است. سردهٔ آفتاب‌پرست در ایران ۴۷ گونهٔ علفی یک ساله و چند ساله دارد که در سراسر ایران پراکنده‌اند. آفتاب‌پرست البرزی یکی از ۴۷ گونهٔ موجود در ایران است.